# Kościół Mariacki w Pirnie
Kościół Mariacki w Pirnie (niem. Marienkirche (Pirna) lub Stadtkirche St. Marien) – kościół ewangelicko-augsburski położony w saksońskiej Pirnie przy placu Kirchplatz (pol. placu Kościelnym). Jeden z największych późnogotyckich kościołów halowych w Saksonii.
Do najcenniejszych elementów wyposażenia kościoła należy jego sklepienie sieciowe.
We wnętrzu kościoła zachowały się liczne nagrobki a także późnorenesansowy wysoki na 10 m ołtarz z 1611, dzieło braci Michaela i Davida Schwenke, chrzcielnica z grupą dzieci (1561) oraz późnogotycka ambona (1525).
Od 1537 w Pirnie zapanowała reformacja i kościół stał się od tego momentu ewangelicko-luterański.

## Historia i architektura

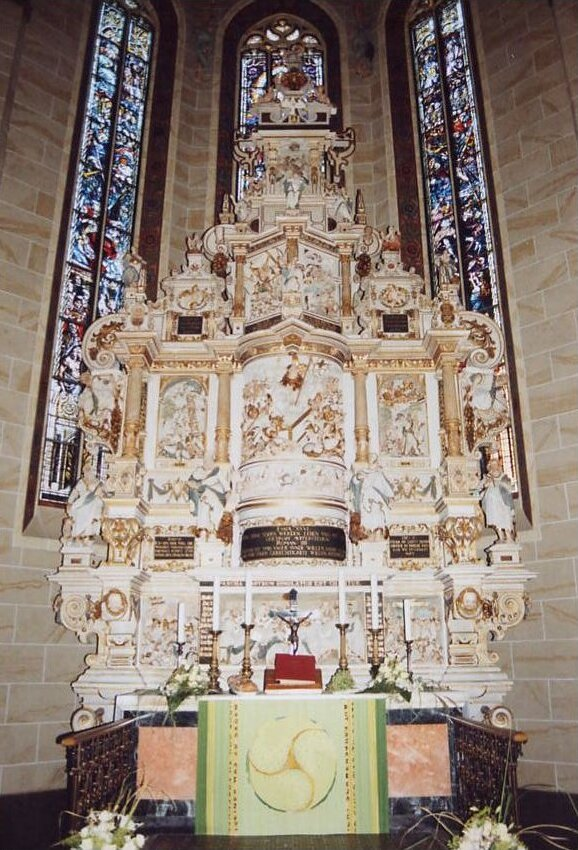
Ołtarz główny

Budowę kościoła rozpoczął w 1502 Peter von Pirna. Założenie powstającej późnogotyckiej świątyni było trzynawowe i halowe.
Kościół Mariacki robi wrażenie swoimi rozmiarami. Jego potężny dach jest dzięki wysokiej na 40 m kalenicy (w tym wysokość samej więźby dachowej 25 m) najwyższym dachem kościelnym w Saksonii. W 2004 został on poddany renowacji. Sam kościół Mariacki, mający 65 m długości i 35 m szerokości, jest trzecim pod względem wielkości kościołem halowym Saksonii po kościele św. Piotra i Pawła w Görlitz oraz kościele św. Anny w Annaberg-Buchholz.
Mierząca 60 w wieża kościelna została zbudowana w latach 1466–1479, jeszcze przed wybudowaniem właściwego kościoła; z powodu błędów budowlanych części wieży znalazły się wewnątrz kościoła. Wieża pierwotnie była niższa niż planowano. Wbudowane okno wewnętrzne w klatce schodowej, na lewo poniżej organów, umożliwia ogląd wnętrza kościoła. Wieża została zwieńczona kilkukondygnacyjnym barokowym hełmem. Od 1994 znajduje się w niej, jedyny w Saksonii (obok kościoła Najświętszej Maryi Panny w Dreźnie, od 2003), zestaw 7 dzwonów. Do wczesnych lat XX w. w wieży mieszkał dzwonnik, do którego zadań należało m.in. uruchamianie dzwonów. Uboga izba, w której mieszkał, jest obecnie udostępniona do zwiedzania.
Pod koniec budowy, w latach 1539–1546, kościół został przekryty sklepieniem sieciowym. Samonośna konstrukcja więźby dachowej została tak pomyślana, iż nie obciąża znajdującego się pod nią sklepienia, które dzięki temu zostało ukształtowane jako jedyne w swoim rodzaju i – pozbawione funkcji statycznej – służy włącznie celom dekoracyjnym. To imponujące dzieło cechuje rozmaitość form żeber. Sklepienie zawiera ryzykowne konstrukcyjnie i swawolne artystycznie elementy jak np. Wystające, spiralne łęki sklepienne rzeźbione w drewnie oraz dwa ornamenty gałęziowe. Nad prezbiterium znajduje się jedyne w swoim rodzaju sklepienie mające za motyw dekoracyjny rybi pęcherz. W apsydzie sklepienie podtrzymuje bogato opracowana w piaskowcu rzeźba pary ludzkiej, „dzikiego mężczyzny i dzikiej kobiety” (niem. „Wilder Mann und Wilde Frau“). W dalszej części sklepienia żebra krzywobieżne przeplatają się z sieciowymi. Z okresu budowy kościoła (1544-1546) pochodzą malowidła figuralne na sklepieniach, o już protestanckiej proweniencji, przedstawiające różne sceny biblijne, klejnot malarstwa sakralnego epoki reformacji.
Ok. 1570 we wnętrzu kościoła zbudowano empory.
Cennym elementem wyposażenia jest także wysoka na 10 m, wykonana z piaskowca nastawa ołtarzowa i podziwiana przez Goethego chrzcielnica z 1561, pokryta 26 małymi figurkami dzieci.
W latach 1889–1890 wnętrze kościoła uzyskało jednolity wygląd dzięki renowacji przeprowadzonej pod kierunkiem Theodora Quentina.